# Iyad bin Amin Madani
 (avril 2016).
Le contenu est difficilement compréhensible vu les erreurs de traduction, qui sont peut-être dues à l'utilisation d'un logiciel de traduction automatique.
Iyad bin Amin Madani (né en avril 1946) est une figure publique saoudienne qui a servi dans différents postes ministériels. Il est le secrétaire général de l'Organisation de la coopération islamique jusqu'en novembre 2016. Il est le premier officiel saoudien à occuper ce poste.

## Biographie

### Jeunesse et éducation
Madani est né à La Mecque en avril 1946,. Il est titulaire d'une licence en administration de production, qu'il a obtenu à l'université d'État d'Arizona en 1969,.

### Carrière
Madani commence sa carrière en tant que directeur général dans le bureau administratif de Saudi Airlines en 1970,. Il rejoint ensuite le monde des médias : il est rédacteur en chef de Saudi Gazette jusqu'en 1999, le premier rédacteur du quotidien. Il est en même temps directeur général de l'Organisation Okaz pour la presse et la publication jusqu'à sa démission en avril 1993.
Il est nommé ensuite membre du Conseil de la Choura. Il y travaille jusqu'à sa nomination en 1999 en tant que ministre du Hajj. Il est ministre du Hajj de 1999 à février 2005,. Il devient par la suite ministre de la Culture et de l'Information en février 2005, remplaçant Fouad bin Abdulsalam Al Farsi, qui à son tour est devenu ministre Hajj. Le 1er août 2005, Madani, en tant que ministre de l'Information, annonce la mort du Roi Fahd à la télévision d'État. Madani est à la tête de l'Agence islamique internationale des nouvelles (AIIN) et de l'Organisation de la diffusion islamique en 2007. Il est ministre de l'Information jusqu'en 2009, poste auquel il est remplacé par Abdulaziz Al Khoja. Pendant son mandat, Madani attire les critiques des notables saoudiens en raison de sa tolérance envers les publications remettant en question les forts effets de l'établissement religieux en Arabie saoudite,.
Madani est ensuite nommé président du Conseil d'administration de Knowledge Economic City à Médine le 10 mars 2012, remplaçant Sami Mohsen Baroum,. Il sert aussi en tant que vice-président de la fondation King Abdullah bin Abdulaziz pour le développement du logement.
En novembre 2012, l'Arabie saoudite nomme Madani au poste de secrétaire général de l'Organisation de la coopération islamique (OCI) à la 39e session du Conseil des ministres des Affaires étrangères des états membres de l'OCI à Djibouti. Le 2 février 2013, Arab News annonce que Madani remplacera Ekmeleddin İhsanoğlu en tant que secrétaire général de l'OCI. Sa nomination est annoncée officiellement après le 12e Sommet de l'OCI au Caire le 8 février 2013. Le mandat de Madani en tant que secrétaire général de l'OCI débute en janvier 2014. En novembre 2016, il annonce sa démission, pour raisons de santé.

## Reconnaissance
Madani se voit décerner le prix du Darjah Kebesaran Panglima Setia Mahkota (Chevalier de l'Ordre de la Couronne) par le gouvernement malaisien en mars 2009 en raison de ses efforts pour renforcer la solidarité de la Oumma islamique et de ses contributions importantes à l'appui des liens saoudiens-malaisiens.